# Otto II. (Anhalt)

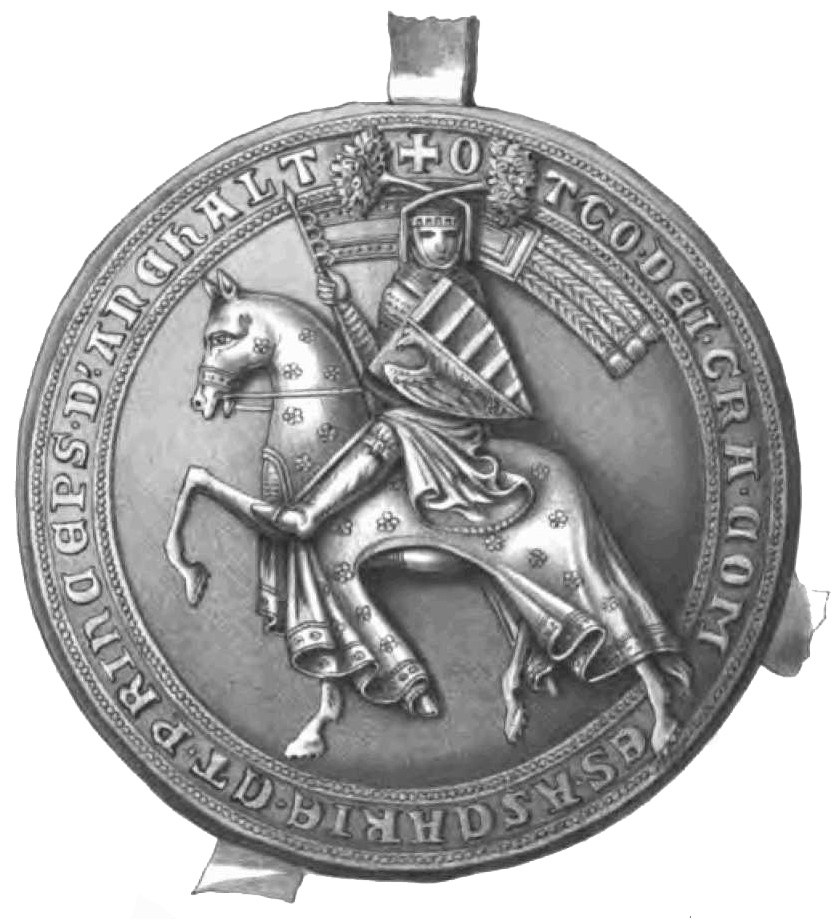
Reitersiegel des Fürsten Otto II. von Anhalt

Otto II. von Anhalt († 1315/1316) war Regent über das Fürstentum Anhalt-Aschersleben von 1304 bis 1315/1316 und residierte hauptsächlich in Aschersleben.

## Leben
Otto II. war der einzige Sohn des Fürsten Otto I. von Anhalt und der Heilwig von Schlesien, Tochter von Herzog Heinrich III.
Er unterstützte 1307 die zurückkehrenden Wettiner, ging jahrelang eng mit dem Cousin Waldemar Markgraf von Brandenburg zusammen, fiel von ihm ab und wurde 1315 Vasall des dänischen Königs Erik VI. Dabei soll er die Orte Askesleven, Hartzkerode, Bruck nebst anderen dem dänischen König gegen Schuldverschreibung von 500 Mark Seeländisch jährlich zu Lehen aufgetragen haben.
Mit dem Tod Ottos II. starb die Ascherslebener Linie jedoch im Mannesstamm aus. Der fürstliche Titel ging auf Bernhard II. von Anhalt-Bernburg über. Da Otto II. sich nämlich früher gegenüber dem Bistum Halberstadt verschuldet hatte, zog der Halberstädter Bischof Albrecht I., ein Bruder des anhalt-bernburgischen Fürsten Bernhard II., nach Ottos Tod das Ascherslebener Erbe zum größten Teil als erledigtes Lehen zugunsten des Bistums ein und belehnte damit im Dezember 1316 seinen genannten Bruder. Dieser erkannte die lehnsrechtliche Oberhoheit des Bischofs an.
In der Folge war das Ascherslebener Erbe für viele Jahre Gegenstand von Streitigkeiten zwischen dem anhaltischen Fürstenhaus und den Halberstädter Bischöfen, der im Jahr 1333 endgültig zugunsten der Halberstädter Bischöfe entschieden wurde.

## Ehe und Nachkommen
Otto war verheiratet mit Elisabeth von Meißen (1264–1332). Sie war die Tochter Friedrichs des Kleinen (1273–1316), Herr von Dresden, und der Jutta von Schwarzburg-Blankenburg (um 1277–1329). Nach Ottos Tod heiratete Elisabeth in zweiter Ehe 1322 Friedrich I. († 1365), Graf von Weimar-Orlamünde.
Ottos Ehe entstammten folgende Kinder:
- Katharina († vor 15. April 1369) – Erbin aller Allodien, verheiratet mit Hermann VI. Graf von Weimar-Orlamünde im Jahr 1328,
- Elisabeth – verheiratet mit Heinrich Vogt von Weida.